# Günther Weisenborn

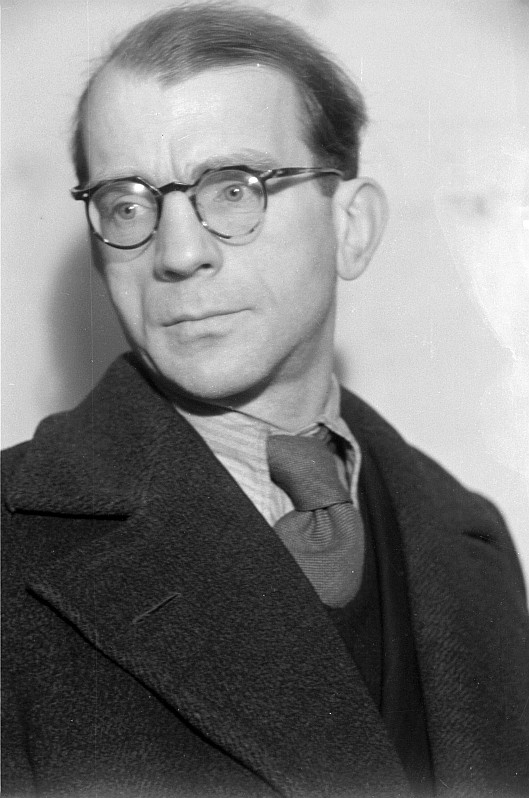
Günther Weisenborn nel 1946

Günther Weisenborn (Velbert, 10 luglio 1902 – 26 marzo 1969) è stato uno scrittore tedesco, combattente della resistenza tedesca contro il regime nazista. È noto per aver collaborato con Bertolt Brecht, insieme a Hanns Eisler e Slatan Dudow, nell'opera teatrale La madre. Nel 1933 emigrò in Argentina, l'opera fu inserita nella lista nera di Joseph Goebbels. Al suo ritorno, nel 1937, entrò nella resistenza nel gruppo Orchestra Rossa di Berlino. Arrestato nel 1942 e condannato a diversi anni di prigione, fu liberato nel 1945 dalle truppe sovietiche.

## Biografia
Nacque a Velbert e crebbe a Opladen. All'inizio degli anni venti lavorò per l'Opladener Zeitung, un giornale locale. Frequentò le università di Colonia, Bonn e Berlino, studiando tedesco e medicina. Terminati gli studi, nel 1928 iniziò a lavorare come drammaturgo al Volksbühne di Berlino, dove il 16 ottobre 1928 andò in scena la prima del suo dramma contro la guerra, U-Boot S4, con la regia di Leo Reuß. Con Robert Adolf Stemmle, è coautore del testo di Mann im Beton, una ballata proletaria di Walter Gronostay.

### Resistenza e arresto

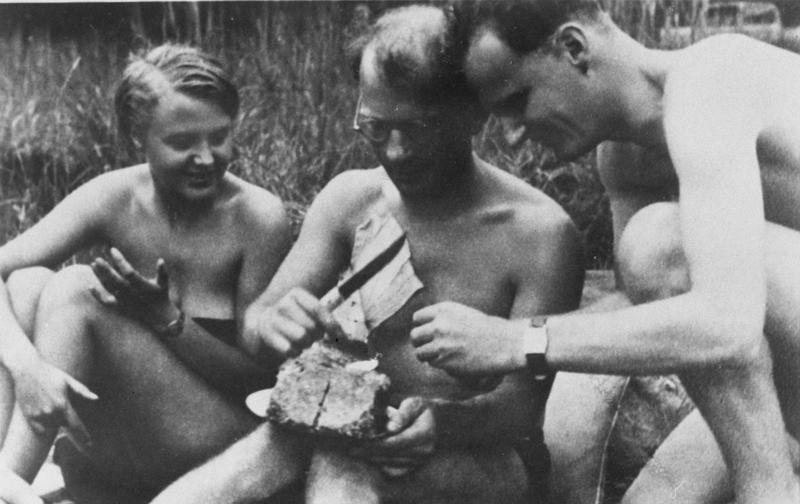
Günther Weisenborn al centro, con Harro Schulze-Boysen e Marta Husemann.

Dopo la presa del potere da parte dei nazisti, i libri di Weisenborn furono vietati, ma continuò comunque a scrivere usando gli pseudonimi "W. Bohr", "Christian Munk" e "Eberhard Förster". Emigrò negli Stati Uniti nel 1936, tornò in Germania nel 1937 e iniziò a condurre una doppia vita, da un lato lavorando con l'establishment culturale nazista e dall'altro lavorando con il gruppo dell'Orchestra Rossa.
Nel 1941 iniziò a lavorare come drammaturgo al Teatro Schiller e si sposò con Margarete "Joy" Schnabel, conosciuta nel 1939 quando lei viveva con Libertas e Harro Schulze-Boysen. Secondo Weisenborn, l'Orchestra Rossa di Berlino contava 283 componenti.
Fu arrestato nel settembre 1942 e portato davanti al Reichskriegsgericht, l'alta corte marziale del Reich, fu accusato di alto tradimento e condannato a morte. In seguito scrisse di aver visto il suo avvocato solo in tribunale. L'avvocato gli disse: "Sono il tuo difensore ufficiale, conosco i tuoi documenti. Non si preoccupi inutilmente. Sa che la cosa peggiore che può accadere è la condanna a morte. Ci vedremo più tardi".
La testimonianza a discarico di un compagno di cella portò alla riduzione della pena a 10 anni di Festungshaft (prigione in una fortezza). Fu liberato dall'Armata Rossa dalla Zuchthaus (prigione di lavoro) di Luckau nell'aprile del 1945. Dal 1942 al 1943, Weisenborn fu imprigionato nel quartier generale della Gestapo a Berlino-Kreuzberg prima di essere mandato in prigione a Luckau. Il racconto Die Aussage di Weisenborn è impostato sulle sua esperienza durante la detenzione in attesa dell'esecuzione.

## Nel dopoguerra
Dopo essere stato rilasciato nell'aprile 1945, Weisenborn ricoprì per breve tempo la carica di sindaco di Langengrassau, vicino a Luckau. Tornò poi a Berlino Ovest e fondò l'Hebbel Theater con Karlheinz Martin. Dal 1945 alla fine del 1947 fu anche coeditore e redattore della rivista satirica Ulenspiegel, insieme a Herbert Sandberg. Weisenborn ha anche co-fondato lo Studio 46, che presentò per la prima volta la sua opera teatrale, Die Illegalen, un dramma sulle sue esperienze nella resistenza tedesca.
Inoltre, nel 1947, Weisenborn, Adolf Grimme e Greta Kuckhoff intentarono una causa contro il procuratore capo dell'Orchestra Rossa, Manfred Roeder. Il procuratore di Lüneburg ritardò il processo fino alla fine degli anni '60, quando fu abbandonato.
Dal 1951 al 1953 Weisenborn fu capo drammaturgo del Kammerspiele di Amburgo. Nel 1953 pubblicò il libro Der lautlose Aufstand, il primo rapporto completo che documentava la resistenza tedesca. I tour di conferenze lo portarono in Asia (Birmania, Repubblica Popolare Cinese, India e Unione Sovietica), oltre che a Londra, Parigi, Praga e Varsavia. Weisenborn si impegnò sempre di più come pacifista contro il riarmo della Germania occidentale e avvertì della minaccia atomica che essa rappresentava. Nel 1955 scrisse la sceneggiatura del film di Falk Harnack, Der 20. Juli (Operazione walkiria), per il quale ricevette il premio cinematografico tedesco Lola d'argento.
Nel 1955 Weisenborn creò anche la "Foglia d'argento", uno dei due premi assegnati dalla Dramatiker Union: il premio onorario viene conferito a persone che hanno particolarmente sostenuto e alimentato opere drammatiche contemporanee. Tra i suoi lavori cinematografici successivi figurano i documentari sulla resistenza tedesca contro il Terzo Reich e la sceneggiatura de L'opera da tre soldi di Bertolt Brecht. Weisenborn si trasferì a Berlino Ovest nel 1964.

## Premi e riconoscimenti
Weisenborn è stato presidente della Schutzverbandes deutscher Autoren ("Associazione degli autori tedeschi"), membro della Libera Accademia delle Arti di Amburgo, dell'Accademia Tedesca delle Arti dello Spettacolo, allora con sede a Francoforte, membro corrispondente dell'Akademie der Künste di Berlino, allora con sede a Berlino Est, della succursale tedesca del PEN International e della società degli scrittori europei "Comes". Ha ricevuto il premio dell'Académie des Hespérides.
La città in cui è nato, Velbert, e Leverkusen gli hanno intitolato una strada.

## Opere
- U-Boot S4, dramma (1928)
- Barbaren, romanzo (1931)

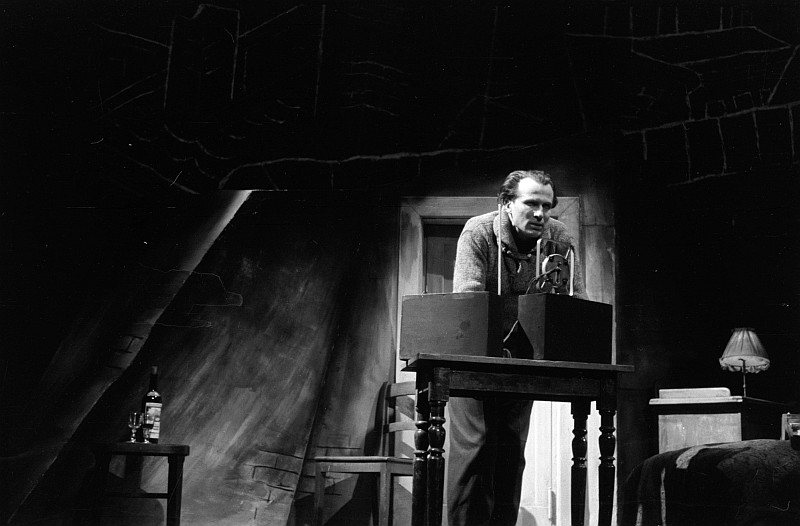
Die Illegalen fu presentato per la prima volta il 21 marzo 1946 al Teatro Hebbel di Berlino. (Nella foto: Ernst Wilhelm Borchert)

- Die Neuberin, opera teatrale (1934), con Eberhard Keindorff
- Das Mädchen von Fanö, romanzo (1935) e film (1941)
- Die Furie, romanzo (1937)
- Ahnung, poem (1942), scritta nella Zuchthaus di Moabit
- Die Illegalen, dramma della e sulla resistenza tedesca (1946)
- Die Aussage, racconto breve (1947)
- Vorrede für die Nachgeborenen (1947)
- Memorial, autobiografia (1948)
- Zwei Männer (1949, pubblicata in Tausend Gramm, curata da Wolfgang Weyrauch
- Drei ehrenwerte Herren (1951)
- Der lautlose Aufstand (1953), sulla resistenza tedesca, testo basato sui materiali raccolti da Ricarda Huch; seconda edizione ampliata (1954); edizione francese: Une Allemagne contre Hitler (2000)
- Der dritte Blick (1956)
- Der Verfolger (1961)
- Am Yangtse steht ein Riese auf. Notizbuch aus China (1961)
- Der gespaltene Horizont. Niederschriften eines Außenseiters (1965)
- Ein gleichgültiger Mittwoch (1967)
- Wenn wir endlich frei sind: Briefe, Lieder, Kassiber 1942–1943, opera scritta con la moglie Joy Weisenborn (2008)